# Two Steps Behind
Two Steps Behind is een nummer van de Britse hardrockband Def Leppard uit 1993. Het is de eerste single van hun album Retro Active. Tevens staat het op de soundtrack van de film Last Action Hero.
Het nummer is ballad, waarvan zowel een elektrische als een akoestische versie bestaat. De bekendste versie is de akoestische versie. Het nummer behaalde de hitlijsten op de Britse eilanden, in Noord-Amerika, het Duitse taalgebied, Oceanië, Zweden en Nederland. In het Verenigd Koninkrijk bereikte het nummer een bescheiden 32e positie, terwijl in Nederland de 2e positie in de Tipparade werd gehaald.